# Artéria timpânica anterior
A artéria timpânica anterior é uma artéria da cabeça.